# Striketober
 (octobre 2021).
La mise en forme du texte ne suit pas les recommandations de Wikipédia : il faut le « wikifier ».
Les points d'amélioration suivants sont les cas les plus fréquents. Le détail des points à revoir est peut-être précisé sur la page de discussion.
- Les titres sont pré-formatés par le logiciel. Ils ne sont ni en capitales, ni en gras.
- Le texte ne doit pas être écrit en capitales (les noms de famille non plus), ni en gras, ni en italique, ni en « petit »…
- Le gras n'est utilisé que pour surligner le titre de l'article dans l'introduction, une seule fois.
- L'italique est rarement utilisé : mots en langue étrangère, titres d'œuvres, noms de bateaux, etc.
- Les citations ne sont pas en italique mais en corps de texte normal. Elles sont entourées par des guillemets français : « et ».
- Les listes à puces sont à éviter, des paragraphes rédigés étant largement préférés. Les tableaux sont à réserver à la présentation de données structurées (résultats, etc.).
- Les appels de note de bas de page (petits chiffres en exposant, introduits par l'outil «  Source ») sont à placer entre la fin de phrase et le point final[comme ça].
- Les liens internes (vers d'autres articles de Wikipédia) sont à choisir avec parcimonie. Créez des liens vers des articles approfondissant le sujet. Les termes génériques sans rapport avec le sujet sont à éviter, ainsi que les répétitions de liens vers un même terme.
- Les liens externes sont à placer uniquement dans une section « Liens externes », à la fin de l'article. Ces liens sont à choisir avec parcimonie suivant les règles définies. Si un lien sert de source à l'article, son insertion dans le texte est à faire par les notes de bas de page.
- La présentation des références doit suivre les conventions bibliographiques. Il est recommandé d'utiliser les modèles {{Ouvrage}}, {{Chapitre}}, {{Article}}, {{Lien web}} et/ou {{Bibliographie}}. Le mode d'édition visuel peut mettre en forme automatiquement les références.
- Insérer une infobox (cadre d'informations à droite) n'est pas obligatoire pour parachever la mise en page.

Pour une aide détaillée, merci de consulter Aide:Wikification.
Si vous pensez que ces points ont été résolus, vous pouvez retirer ce bandeau et améliorer la mise en forme d'un autre article.
 (octobre 2021).
Striketober est le nom du mouvement de grève qui se déroule en octobre 2021 aux États-Unis. Le nom est la contraction de l'anglais strike (grève) et d'october (octobre).

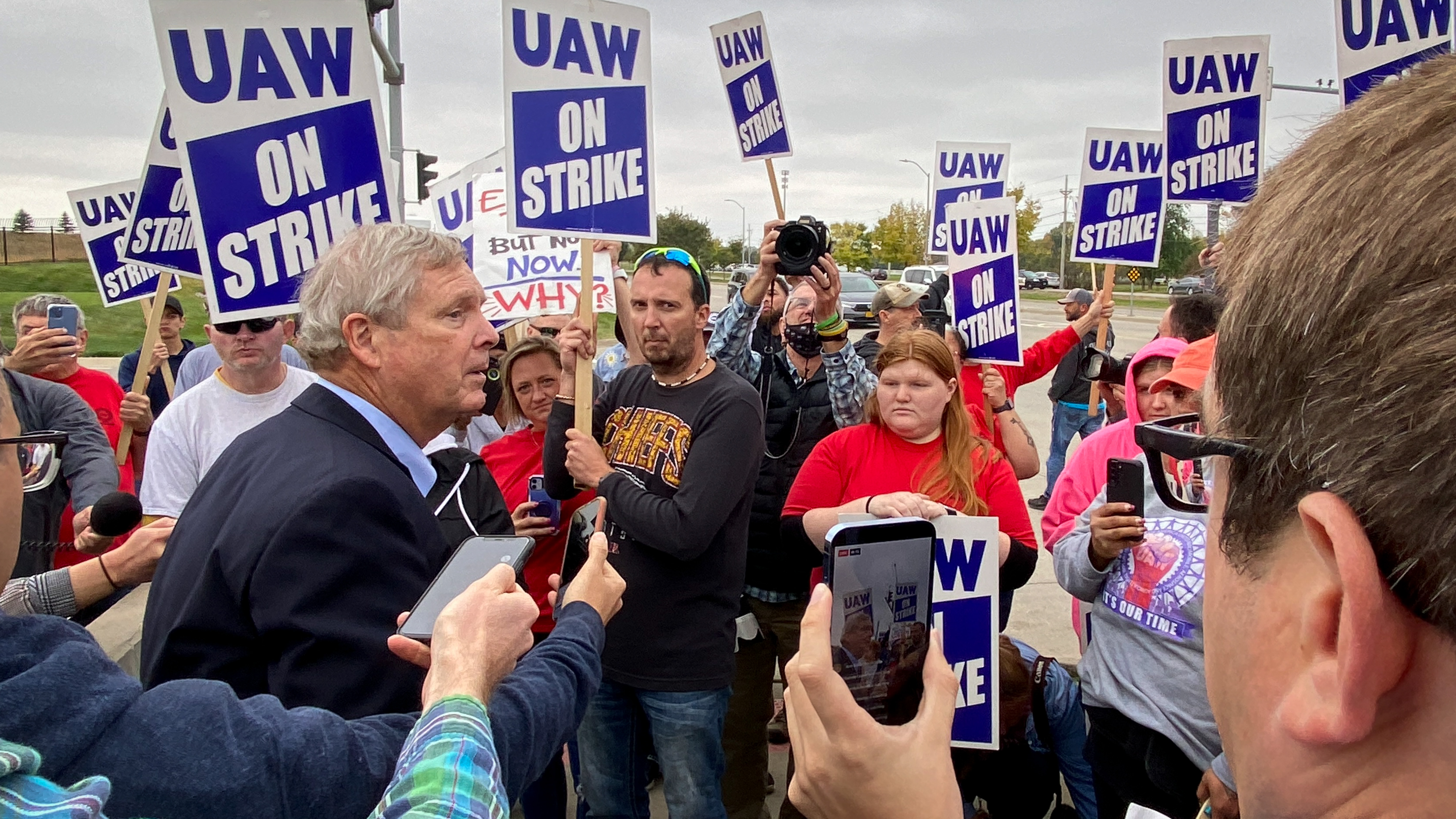
Le secrétaire d'état à l'agriculture Tom Vilsack rencontre des travailleurs d'United Auto Workers en 2021.

Au cours du mouvement, plus de 100 000 travailleurs aux États-Unis ont participé ou se sont préparés à des grèves durant l'une des plus importantes intensifications de l'action syndicale au XXIe siècle.
Le mouvement ouvrier s'est déclenché alors que les travailleurs ont vu leur temps de travail augmenter et leur salaire baisser.
En raison de la pénurie de main-d'œuvre liée à la Grande démission – que certains économistes présentent comme une grève générale – les travailleurs ont gagné plus de force face aux entreprises qui ont besoin de main-d'œuvre supplémentaire.

## Présentation
Au cours de la Striketober, des travailleurs de divers horizons, y compris de l'industrie, du cinéma ou de la santé, ont commencé à s'organiser et à participer à des grèves,. Le directeur de la communication de la Fédération américaine du travail - Congrès des organisations industrielles, Tim Schlittner, a déclaré que les grèves se poursuivraient jusqu'en 2022, jusqu'aux élections de mi-mandat.
ABC News a rapporté le 22 octobre que 43 des 255 grèves, soit environ 17 % des grèves de 2021, ont eu lieu en octobre. 54 grèves ont été répertoriées sur l'ensemble de l'année 2020.

## Opinion publique
Le soutien aux syndicats  est à son plus haut niveau depuis 1965, selon un sondage Gallup de septembre 2021 qui soutient que 68 % des américains soutenaient les syndicats de travailleurs.